# Riekefella aterrima
Riekefella aterrima är en insektsart som ingår i familjen kackerlackesteklar (Ampulicidae). Arten beskrevs av Rowland Edwards Turner 1907. Den är den enda arten i släktet Riekefella.